# Pricknemertin
Pricknemertin (Micrurides albopunctatus) är en djurart som tillhör fylumet slemmaskar, och som beskrevs av Cantell 1988. Enligt Catalogue of Life ingår Pricknemertin i släktet Micrurides och familjen Cerebratulidae, men enligt Dyntaxa är tillhörigheten istället släktet Micrurides, och ordningen Heteronemertea. Arten är reproducerande i Sverige. Inga underarter finns listade i Catalogue of Life.